# Von Ahnska (склад)
Von Ahnska — портовый склад, расположенный на улице Стротаган в городе Умео, Швеция. Деревянное здание было построено подполковником Людвигом Августом фон Хеденбергом в 1887 году. Оно — одно из немногих деревянных зданий в Умео — пережило большой пожар 1888 года. В том же году купец Иоганн Виктор фон Ан купил здание, которое он расширил до реки Умеэльвен.
В настоящее время здание находится в собственности Umeå Energi, штаб-квартира которой расположена между зданием склада и зданием Гамла банкхусет. С 1980 года здание внесено в список охраняемых государством исторических памятников.

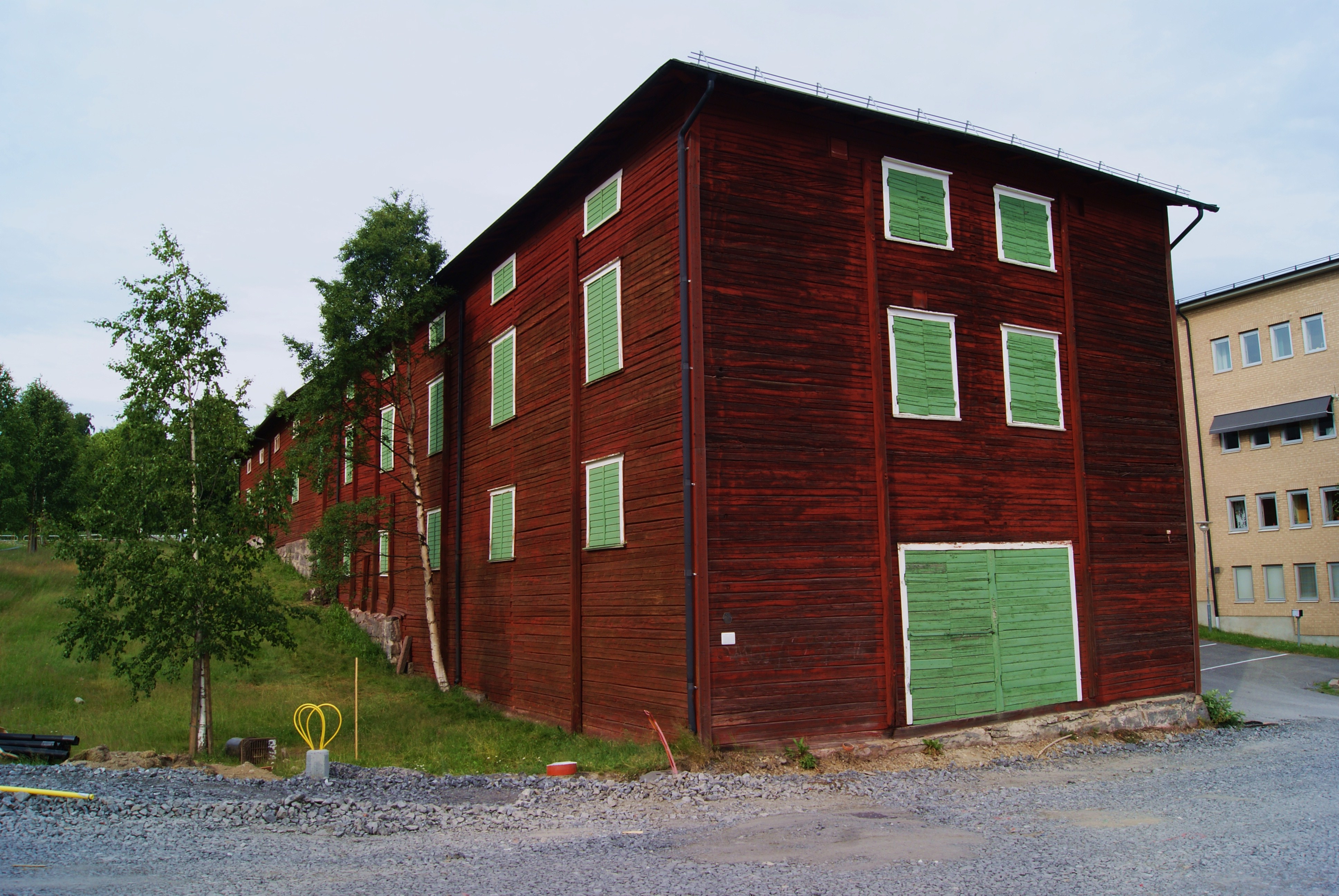
Здание в 2011 году